# 丹尼斯·泰林
丹尼斯·泰林（德語：Dennis Thering，1984年4月5日—）是德国基督教民主聯盟（基民盟）籍政治家，自2020年3月18日起担任汉堡议会基民盟议会小组主席，同时也是反对党领袖。2023年4月，他成为汉堡基民盟的主席。

## 资历
丹尼斯·泰林毕业于City Nord商学院。然后，他在Poppenbüttel的圣灵医院做社区服务。然后，他在Hamburger Sparkasse完成了作为银行职员的培训。从2006年到2010年，他受雇于 Hamburger Sparkasse。 2013年，他在汉堡大学完成了政治学学业，获得文学学士学位。 2014年1月至2020年3月，他在护理部担任商务文员。

## 政治
他自2001年起成為基民盟成员、阿尔斯特塔尔基民盟主席和自 2018 年 5 月起担任基民盟万兹贝克区主席。 2004年至2008年期间，他是地方委员会Alstertal的成员，自2005年起担任副组长。从2008年到2011年，他是Wandsbek区议会的直接选举成员。
在2015年的州议会选举，泰林通过阿尔斯特塔尔-瓦尔德费尔选区的直接授权重返州议会，并担任基民盟议会党团副主席，直至2020年3月18日。
在2020年2月23日的州议会选举，泰林再次以基民盟汉堡阿尔斯特塔尔-瓦尔德费尔选区的最高候选人身份竞选。2020年2月23日，他再次成功进入汉堡议会。在2020年3月18日的组成议会党团会议上，基民盟议会党团一致选举他为新主席，接替安德烈·特雷波尔。
泰林是汉堡市议会元老参议会的成员。
2023年4月，汉堡基民盟前任主席克里斯托夫-普洛斯（Christoph Ploß）卸任，将主席职位交给了特林，他以197票中的185票被党员选出。8名代表投票反对他，4名代表弃权。

## 市长候选人资格
2023年2月24日，特林宣布作为候选人参加2025年汉堡第23届议会选举，挑战汉堡第一任市长彼得-特申舍尔（SPD），他在2022年《汉堡日报》夏季访谈中表示：”政府的责任并不意味着我们就自动提供下一任市长。“

## 政治观点
在2020年丹尼斯·泰林公开反对政治里女性比例。他说了他支持勤奋的女性，但女性比例是不公平的。泰林认为良好的儿童保育会更好地支持女性。
2022年3月，他在汉堡市议会的一次演讲中公开支持乌克兰反对俄罗斯。他呼吁了使用“Z”符号的法律后果。